# Eenheidspartij (Hongarije)

Logo van de partij in de jaren 1930

De Eenheidspartij (Hongaars: Egységes Párt) was een Hongaarse politieke partij, die werd opgericht in 1922 door István Bethlen als een fusie van de Partij van Christelijke Nationale Eenheid en de Partij van Kleine Boeren en Landarbeiders. Bij de verkiezingen van 1922 haalde de partij meteen een meerderheid van zetels in het Hongaars parlement, waardoor de partij deelnam aan de regering, geleid door István Bethlen. In 1932 werd de partij omgedoopt tot de Nationale Eenheidspartij (Nemzeti Egység Pártja) en in 1939 tot de Partij van het Hongaarse leven (Magyar Élet Pártja).
Aanvankelijk was de Eenheidspartij een conservatieve, agrarische partij, maar gaandeweg ging de partij, met een eigen militie, gelijken op een fascistische beweging. Tussen 1932 en 1936 leverde de Nationale Eenheidspartij de notoire premier Gyula Gömbös, die verklaarde dat de partij een totale greep moest krijgen op het sociale leven van de natie. Bij de parlementsverkiezingen van 1939 won de partij een meerderheid van de zetels (181/245, ofwel 72%), hetgeen neerkwam op een overdonderende overwinning voor extreemrechts in Hongarije. De partij promootte nationalistische propaganda en haar leden sympathiseerden met de fascistische Pijlkruisers.
Een deel van de veelal pro-nationaalsocialistische leden van de Partij van het Hongaarse leven splitste zich in oktober 1940, onder leiding van Béla Imrédy, af om de Hongaarse Vernieuwingspartij op te richten, die het 'Joods vraagstuk' wenste op te lossen. De partij werd opgedoekt in 1944.